# Chasing Cars
"Chasing Cars" là bài hát của nhóm nhạc alternative rock của Bắc Ireland Snow Patrol. Bài hát là đĩa đơn thứ hai của album phòng thu thứ tư của họ, Eyes Open (2006). Bài hát được thu vào năm 2005 và phát hành ngày 6 tháng 6 năm 2006 ở Hoa Kỳ và 24 tháng 7 năm 2006 tại Anh Quốc. Bài hát được chú ý tại Mỹ sau khi được phát trong tập cuối mùa thứ 2 của bộ phim truyền hình dài tập Grey's Anatomy.
"Chasing Cars" nổi bật nhờ là một trong những ca khúc cho thấy tầm ảnh hưởng của việc tải xuống hợp pháp lên doanh thu đĩa đơn ở Vương quốc Anh, bởi nhiều năm sau khi đĩa đơn ra mắt, bài hát vẫn có doanh số ổn định. Đây cũng là đĩa đơn thành công nhất về thương mại của Snow Patrol đến nay khi là đĩa đơn bán chạy thứ 14 tại Anh năm 2006. Một năm sau đĩa đơn nằm ở vị trí thứ 34 trong danh sách trên của năm 2007. Bài hát đứng cao nhất ở vị trí thứ 6 trên UK Singles Chart và thứ 5 trên Billboard Hot 100 của Hoa Kỳ.
Tại giải Grammy lần thứ 49 vào năm 2007, "Chasing Cars" được đề cử cho hạng mục Bài hát rock hay nhất. Tại Brit Awards 2007 bài hát được đề cử cho giải Đĩa đơn Anh Quốc hay nhất. Vào năm 2009, tổ chức PPL thông báo "Chasing Cars" là bài hát được phát rộng rãi nhât tại Vương quốc Anh. As of 2015, the song has spent 111 weeks in the official UK Top 75, 166 in the Top 100 và đã bán ra trên 1 triệu bản tại đây tính tới năm 2013. Bài hát cũng có 3.900.000 bản được tiêu thụ tại Mỹ tính đến tháng 1 năm 2015, vinh dự trở thành một trong những ca khúc rock bán chạy nhất trong kỷ nguyên âm nhạc số. Trong cuộc thăm dò của Channel 4 tại Anh Quốc vào năm 2009, "Chasing Cars" được bầu chọn là "bài hát số một thập niên 2000".

## Bối cảnh
Ca sĩ hát chính Gary Lightbody là người viết ca khúc này trong khu vườn nhà ở hạt Kent của nhà sản xuất Jacknife Lee sau cơn say cùng những ly vang trắng. Bài hát bắt đầu bằng giọng nhẹ nhàng và mộc mạc của Lightbody trên nền nhạc guitar liên hồi, rồi sau đó dần dần mạnh mẽ hơn. Trong bài phỏng vấn với Rolling Stone, anh nói rằng "Đây là bản tình ca chân thành nhất mà tôi từng viết. Chẳng hề có chút ý tứ nào xấu cả. Khi tôi đọc lại lời bài hát, tôi cảm thấy, 'Ôi, lạ quá đi mất.' Tất cả các bài tình khúc khác tôi từng viết đều mang một góc tối nào đó cơ." Cụm từ "Chasing Cars" bắt nguồn từ cha của Lightbody khi ông nhắc tới cô gái mà Lightbody từng say mê, "Con giống như một con chó đuổi theo cái xe vậy. Con chẳng bao giờ bắt kịp nó đâu và nếu có thì cũng chẳng biết phải làm gì với nó cả."

## Phát hành và quảng bá
Snow Patrol biểu diễn "Chasing Cars" khi xuất hiện trong chương trình Late Night with Conan O'Brien. Bài hát cũng là bài hát cuối cùng được hát trong chương trình dài kỳ Top of the Pops. Nhóm cung biểu diễn trong chương trình Saturday Night Live ngày 17 tháng 3 năm 2007. Nhóm tiếp tục biểu diễn bài hát này trong sự kiện Live Earth vào tháng 7 năm 2007 tại sân Sân vận động Wembley cũng như tại lễ hội âm nhạc Oxegen tại Ireland.
"Chasing Cars" được phát trong tập cuối cùng mùa ba "The Show Must Go On" của phim truyền hình One Tree Hill' chiếu tại Hoa Kỳ vào ngày 3 tháng 5 năm 2006. "Chasing Cars" xuất hiện trong tập cuối mùa hai của Grey's Anatomy vào ngày 15 tháng 5 năm 2006. Điều này góp phần thúc đẩy một lượng lớn thính giả và mở đường cho ca khúc gia nhập các bảng xếp hạng pop và download tại Mỹ. Bài hát cũng được đưa vào trong video âm nhạc của phim nhằm quảng bá cho mùa ba. Video chiếu lại các cảnh từ mùa đầu và mùa hai cũng như một số cảnh xem trước của mùa ba và có lồng thêm các cảnh quay trong MV của Snow Patrol tại Anh. Bài hát còn góp mặt trong tập thứ 18 của phim vào ngày 31 tháng 3 năm 2011.

## Video âm nhạc
Có hai phiên bản video âm nhạc được làm cho bài hát.
Trong video bản Anh, Gary Lightbody ban đầu ngồi rồi sau đó nằm dài trên nền đất và hát ca khúc trong lúc cơn mưa bắt đầu nhỏ giọt xuống người anh. Gary chìm dần vào trong hồ nước gần đó. Ở cuối video, anh thoát khỏi hồ nước, đứng dậy và nhìn lên ống kính máy quay.
Đối với bản tại Hoa Kỳ, Lightbody thể hiện bài hát khi nằm giữa những chốn đông người. Những nơi anh xuất hiện có thể kể tới như một quán ăn, một giao lộ, trên vỉa hè, đỉnh của một thang máy, một toa tàu điện ngầm, trên đỉnh một ngọn đồi cạnh đường cao tốc và ở cảnh cuối là trên một chiếc giường.

## Ý kiến phê bình
Sven Phillip của Billboard cho rằng "Chasing Cars" là bài hát duy nhất trong Eyes Open mà "không thể nào quên được" và gọi đây là "bản ballad lôi cuốn và thành công mà không cần nổi loạn". About.com gọi đây là "bản tình ca đích thực". Tuy nhiên Adam Webb của Yahoo! Music lại có những ý kiến trái chiều khi chấm bài hát 5/10.
Bài hát được đề cử giải Grammy cho Bài hát rock hay nhất, cũng như giải BRIT cho Đĩa đơn Anh xuất sắc nhất. Vào năm 2007, "Chasing Cars" xếp số một trong danh sách "Top 500 Songs: The Words Behind the Music" trên đài GWR FM của Bristol (và các đài khác thuộc The One Network).
Cơ quan cấp giấy phép âm nhạc Phonographic Performance Limited thông báo vào tháng 12 năm 2009 rằng "Chasing Cars" là bài hát được phát nhiều nhất thập kỷ.

## Diễn biến thương mại
"Chasing Cars" được phát hành dưới dạng đĩa đơn lồng ghép vào đầu tháng 6 với video được biên tập lại với các clip của Grey's Anatomy. Bất chấp video không nhận được sự quan tâm rộng rãi, một phiên bản thứ ba được quay dành cho phiên bản đĩa đơn chỉnh lý của bài hát. Ngày 13 tháng 9 năm 2006, tức chỉ một ngày sau bản DVD mùa hai của Grey's Anatomy được phát hành, nó vươn cao trên các bảng xếp hạng kĩ thuật số để trở thành bài hát được download nhiều nhất trên iTunes Store Hoa Kỳ.
Bài hát phát hành dưới dạng đĩa đơn download-only vào ngày 17 tháng 7 năm 2006 và gia nhập UK Singles Chart vào ngày 29 tháng 7 ở vị trí thứ 25. Bài hát tiếp tục phát hành dưới dạng đĩa cứng vào ngày 24 tháng 7, điều giúp đưa bài hát lên tiếp vị trí 15, và sáu tuần sau leo lên tới vị trí cao nhất, vị trí thứ 6. Tuy vậy, bảy tuần sau, vào tháng 11 đĩa đơn CD bị xóa bỏ theo luật xếp hạng đang chiếm ưu thế thời điểm đó. Bài hát bị loại khỏi bảng xếp hạng 2 tuần sau đó để đạt tổng số 17 tuần trên BXH. Bài hát không có mặt trên BXH trong 7 tuần cho tới tháng 1 năm 2007. Điều lệ xếp hạng thay đổi đồng nghĩa tất cả các lượt tải, tính hoặc không tính lượt tải đĩa cứng, đều được quyền xếp hạng. "Chasing Cars" trở lại vị trí trong top 10 (hạng thứ 9), và tại vị trên bảng xếp hạng trong 48 tuần, hoàn toàn dựa trên lượng download, trước khi biến mất một lần nữa vào tháng 12 năm 2007. Sau ba tuần vắng bóng, bài hát lại trở lại vào tháng 1 năm 2008 trong 13 tuần tiếp theo, nhưng chỉ đạt cao nhất ở hạng 50. Bài hát sau đó vị gạt ra lần thứ ba, rồi tiếp tục trở lại top 75 vào tháng 6, tháng 8, tháng 10 và 11 năm 2008, tháng 11 năm 2009, tháng 1 và tháng 12 năm 2010, tháng 3, tháng 7 và 12 năm 2011. Bài hát tiếp tục trở lại vào ngày 24 tháng 8 năm 2013, xếp ở vị trí thứ 66 trước khi lên thứ 60 một tuần sau, và tiếp tục leo lên tiếp hạng 47 tuần sau nữa để đưa tổng số tuần trong top 75 của UK Singles Chart lên con số 111, trở thành bài hát trụ lại bảng xếp hạng lâu thứ 2 mọi thời đại, chỉ kém "My Way" của Frank Sinatra (124 tuần). Bản đĩa CD của "Chasing Cars" chỉ được bán chính thức trong 14 trên tổng số 111 tuần này. Bài hát cũng có 166 tuần trong top 100. Bài hát tiêu thụ bản thứ 1 triệu tại Anh vào tháng 10 năm 2013.
Bản CD không được tung ra tại Úc, nơi bài hát có 10 tuần trong mùa hè 2006/07 ở vị trí quán quân trên Digital Track Chart. Theo quy tắc xếp hạng của ARIA thời bấy giờ, các bài hát chỉ có lượng tiêu thụ nhờ tải xuống không được phép xếp hạng. Khi các điều luật thay đổi vào tháng 10 năm 2007 để cho phép các đĩa đơn chỉ tải (một phần do lượng tải đĩa cứng xuống thấp), "Chasing Cars" dần đánh mất danh tiếng và chỉ đạt được hạng 53. Doanh thu mà nó có trước khi nó được xếp hạng trên BXH đĩa đơn chính thức không được tính. Dẫu vậy, bài hát vẫn tiếp tục có 63 tuần ở nửa sau BXH và được chứng nhận bạch kim ba lần (nhờ có trên 210.000 lượt tải).
"Chasing Cars" được xếp ở vị trí thứ nhất trong cuộc thăm dò vào năm 2006 của đài Virgin Radio nhằm tìm ra Top 500 bài hát mọi thời đại. Nhờ được phát trong bộ phim Grey's Anatomy, bài hát đạt vị trí thứ 5 trên Billboard Hot 100 tại Hoa Kỳ, bài hát top 10 đầu tiên của nhóm tại đây. Bài hát đạt cao nhất ở vị trí thứ 8 trên BXH Modern Rock Tracks. Đây là đĩa đơn tiêu thụ tốt thứ 4 tại Vương quốc Anh trong năm 2006 với tổng cộng 190.000 lượt tải hợp pháp là bài hát được tải nhiều thứ 26 mọi thời đại tính tới tháng 9 năm 2014. "Chasing Cars" cũng là quán quân trên bảng xếp hạng Adult Contemporary trong 2 tuần liên tiếp. Tính tới tháng 2 năm 2015, bài hát bán ra trên 3.900.000 bản tại Hoa Kỳ.

## Giải thưởng
| Đơn vị trao | Quốc gia    | Giải          | Năm  | Hạng |
| ----------- | ----------- | ------------- | ---- | ---- |
| The Rock FM | New Zealand | The Rock 1000 | 2008 | 719  |
| The Rock FM | New Zealand | The Rock 1000 | 2009 | 554  |

## Hát lại và lấy mẫu bài hát
Bài hát được nhóm The Baseballs hát lại trong bản tái phát hành của album Strike! Back!. Một phiên bản trance được Blake Jarrell & Topher Jones remix lại. Bài hát phát trong tập 262 chương trình phát thanh trance A State of Trance ngày 17 tháng 8 năm 2006. Bài hát sau đó được người nghe đài bầu chọn là bài hát hay thứ 12 từng được phát trên A State of Trance vào năm 2006. Bài hát được sử dụng trong bản mashup của Party Ben cùng bài "Every Breath You Take" của The Police cho bộ phim Just Go with It.
Vào năm 2008, Kate Ceberano thu một bản hát lại của "Chasing Cars" cho album So Much Beauty. Trong tập "Song Beneath the Song" của Grey's Anatomy bài hát được các diễn viên trong phim như Sara Ramirez, Chandra Wilson và Kevin McKidd hát lại. Tháng 9 năm 2014, Ed Sheeran hát lại ca khúc trên kênh MTV. Trước đó anh từng biểu diễn ca khúc cùng chính Gary Lightbody tại iTunes Festival 2012. Vào năm 2015, bài hát được phát trong tập "How to Save a Life" của Grey's Anatomy trong đoạn nhân vật Derek Shepherd sắp sửa tạm biệt cõi đời, với phần cover của nhóm Sleeping at Last. Bài hát cũng được phát trong tập tiếp theo, "She's Leaving Home" khi nhân vật chính Meredith Grey trở về nhà ở Seattle sau một năm xa nhà. Bài hát lần này được The Wind + The Wave cover lại.

## Danh sách track và định dạng
| - Đĩa quảng bá tại Vương quốc Anh (phát hành tháng 7 năm 2006) 1. "Chasing Cars" (radio edit) – 4:08 2. "Chasing Cars" (phiên bản album) – 4:27 - CD tại Vương quốc Anh (phát hành 24 tháng 7 năm 2006) 1. "Chasing Cars" (phiên bản album) – 4:27 2. "It Doesn't Matter Where, Just Drive" – 3:37 - 7" tại Vương quốc Anh (phát hành 24 tháng 7 năm 2006) 1. "Chasing Cars" (phiên bản album) – 4:27 2. "Play Me Like Your Own Hand" – 4:15 - CD tại châu Âu (phát hành tháng 10 năm 2006) 1. "Chasing Cars" (phiên bản album) – 4:27 2. "Play Me Like Your Own Hand" – 4:15 3. "It Doesn't Matter Where, Just Drive" – 3:37 - Đĩa quảng bá tại Hoa Kỳ (phát hành tháng 7 năm 2006) 1. "Chasing Cars" (Top 40 edit) – 3:58 | - Đĩa đơn iTunes tại Hoa Kỳ (phát hành 6 tháng 6 năm 2006) 1. "Chasing Cars" (trực tiếp tại Toronto) – 4:28 - Phiên bản Hà Lan đặc biệt 1. "Chasing Cars" – 4:27 2. "You're All I Have" (trực tiếp từ BNN) – 4:29 3. "How to Be Dead" (trực tiếp từ BNN) – 3:24 4. "Chasing Cars" (trực tiếp từ BNN) – 4:20 - Đĩa quảng bá tại México và Úc 1. "Chasing Cars" (radio edit) – 4:08 2. "Chasing Cars" (phiên bản album) – 4:27 - Bản bootleg 12" tại Anh Quốc và Ireland (phát hành 22 tháng 1 năm 2007) 1. "Chasing Cars" (Blake Jarrell & Topher Jones Remix) – 7:35 2. "Open Your Eyes" (Allende Remix) – 7:29 |

## Xếp hạng
| Bảng xếp hạng (2006-12)               | Vị trí cao nhất |
| ------------------------------------- | --------------- |
| Úc (ARIA)                             | 53              |
| Australian Digital Track Chart (ARIA) | 1               |
| Áo (Ö3 Austria Top 40)                | 2               |
| Bỉ (Ultratop 50 Flanders)             | 3               |
| Bỉ (Ultratip Wallonia)                | 13              |
| Canada (Canadian Hot 100)             | 18              |
| Cộng hòa Séc (Rádio Top 100)          | 3               |
| Đan Mạch (Tracklisten)                | 13              |
| Châu Âu Hot 100 Singles (Billboard)   | 10              |
| Pháp (SNEP)                           | 57              |
| Đức (GfK)                             | 8               |
| Ireland (IRMA)                        | 6               |
| Hà Lan (Single Top 100)               | 21              |
| New Zealand (Recorded Music NZ)       | 3               |
| Na Uy (VG-lista)                      | 9               |
| Thụy Điển (Sverigetopplistan)         | 40              |
| Thụy Sĩ (Schweizer Hitparade)         | 4               |
| Anh Quốc (OCC)                        | 6               |
| Anh Quốc Download (OCC)               | 2               |
| Hoa Kỳ Billboard Hot 100              | 5               |
| Hoa Kỳ Billboard Pop 100              | 6               |
| Hoa Kỳ Adult Contemporary (Billboard) | 1               |
| Hoa Kỳ Adult Pop Airplay (Billboard)  | 1               |
| Hoa Kỳ Alternative Songs (Billboard)  | 8               |
| Hoa Kỳ Pop Airplay (Billboard)        | 10              |

| Bảng xếp hạng (2006)                        | Vị trí |
| ------------------------------------------- | ------ |
| Anh Quốc (Official Charts Company)          | 14     |
| Hoa Kỳ Billboard Hot 100                    | 29     |
| Bảng xếp hạng (2007)                        | Vị trí |
| Đức (GfK Entertainment)                     | 38     |
| Anh Quốc (Official Charts Company)          | 34     |
| Hoa Kỳ – Billboard Hot 100                  | 61     |
| Bảng xếp hạng (2008)                        | Vị trí |
| UK Singles (Official Charts Company)        | 95     |
| Xếp hạng (2009)                             | Vị trí |
| Anh Quốc (Official Charts Company)          | 153    |
| Xếp hạng (2012)                             | Vị trí |
| Bỉ (Backcatalogue Singles Chart - Flanders) | 11     |
| Bỉ (Backcatalogue Singles Chart - Wallonia) | 13     |
| Anh Quốc (Official Charts Company)          | 168    |

| Bảng xếp hạng (2000–2009)              | Vị trí |
| -------------------------------------- | ------ |
| Anh Quốc (Top 100 bài hát của Thập kỷ) | 49     |

| Bảng xếp hạng             | Vị trí |
| ------------------------- | ------ |
| Anh Quốc (Download Chart) | 26     |

## Chứng nhận
| Quốc gia                                                                           | Chứng nhận  | Số đơn vị/doanh số chứng nhận |
| ---------------------------------------------------------------------------------- | ----------- | ----------------------------- |
| Úc (ARIA)                                                                          | 3× Bạch kim | 210.000^                      |
| Bỉ (BEA)                                                                           | Vàng        | 0*                            |
| Đan Mạch (IFPI Đan Mạch)                                                           | Vàng        | 7.500^                        |
| Đức (BVMI)                                                                         | Vàng        | 250.000^                      |
| New Zealand (RMNZ)                                                                 | Bạch kim    | 10.000*                       |
| Tây Ban Nha (PROMUSICAE)                                                           | Vàng        | 20.000*                       |
| Anh Quốc (BPI)                                                                     | 2× Bạch kim | 1.200.000‡                    |
| Hoa Kỳ (RIAA)                                                                      | 5× Bạch kim | 3.900.000                     |
| Streaming                                                                          |             |                               |
| Đan Mạch (IFPI Đan Mạch)                                                           | Vàng        | 900.000^                      |
| * Chứng nhận dựa theo doanh số tiêu thụ. ^ Chứng nhận dựa theo doanh số nhập hàng. |             |                               |